# Marsypianthes
Marsypianthes  é um gênero botânico da família Lamiaceae

## Espécies
| - Marsypianthes arenosa - Marsypianthes burchelli - Marsypianthes chamaedrys - Marsypianthes foliolosa - Marsypianthes glomerata - Marsypianthes hassleri | - Marsypianthes hyptoides - Marsypianthes montana - Marsypianthes secundiflora - Marsypianthes sessiliflora - Marsypianthes squarrosa - Marsypianthes viscosa |